# Харпалика (митология)
Вижте пояснителната страница за други значения на Харпалика.
Харпалика (Харпалике) (на старогръцки: Ἁρπαλύκη, на гръцки: Harpalyce, „граблива вълчица“) – митична героиня от митологията на траките, дъщеря на тракийския цар Харпалик. Останала рано без майка, Харпалика е обучавана от баща си като воин – той я учи да пие мляко направо от виметата на кобилите, да язди и да стреля с лък. Когато баща ѝ е нападнат и ранен от върналия се от Троянската война Неоптолем, тя го спасява.
Харпаликос, известен със своята жестокост и тиранично управление, е затворен и след това убит при едно въстание на съплеменниците си. Харпалика избягва в горите и заживява там, като се препитава от лов и грабежи от стадата на селяните, отвличайки малките на добитъка. Въпреки че е описвана като изключително ловка и бърза, при един набег тя попада в капан и е убита от съплеменниците си. Между тях избухва спор за плячката ѝ (едно козле), прераснал в кървава свада, при която падат и убити. За да се очистят от пролятата кръв и да умилостивят духа на Харпалика, на гроба ѝ учредяват ежегоден празник, включващ разделянето на племето на две и символично сражение между двете половини.
В „Енеида“ Вергилий използва Харпалика за прототип на героинята си Камила, дъщеря на царя на волските.
Някои изследователи са склонни да виждат в Харпалика (вълчето ѝ име), качествата ѝ (бързина, ловкост) и начина ѝ на живот (лов и грабеж) чертите на герой-извънзаконник в тракийската митология.